# Dracut
La ville de Dracut (en anglais [ˈdreɪkət]) est située dans le comté de Middlesex, dans l’État du Massachusetts, aux États-Unis. Sa population s’élevait à 29 457 habitants lors du recensement de 2010.

## Galerie photographique

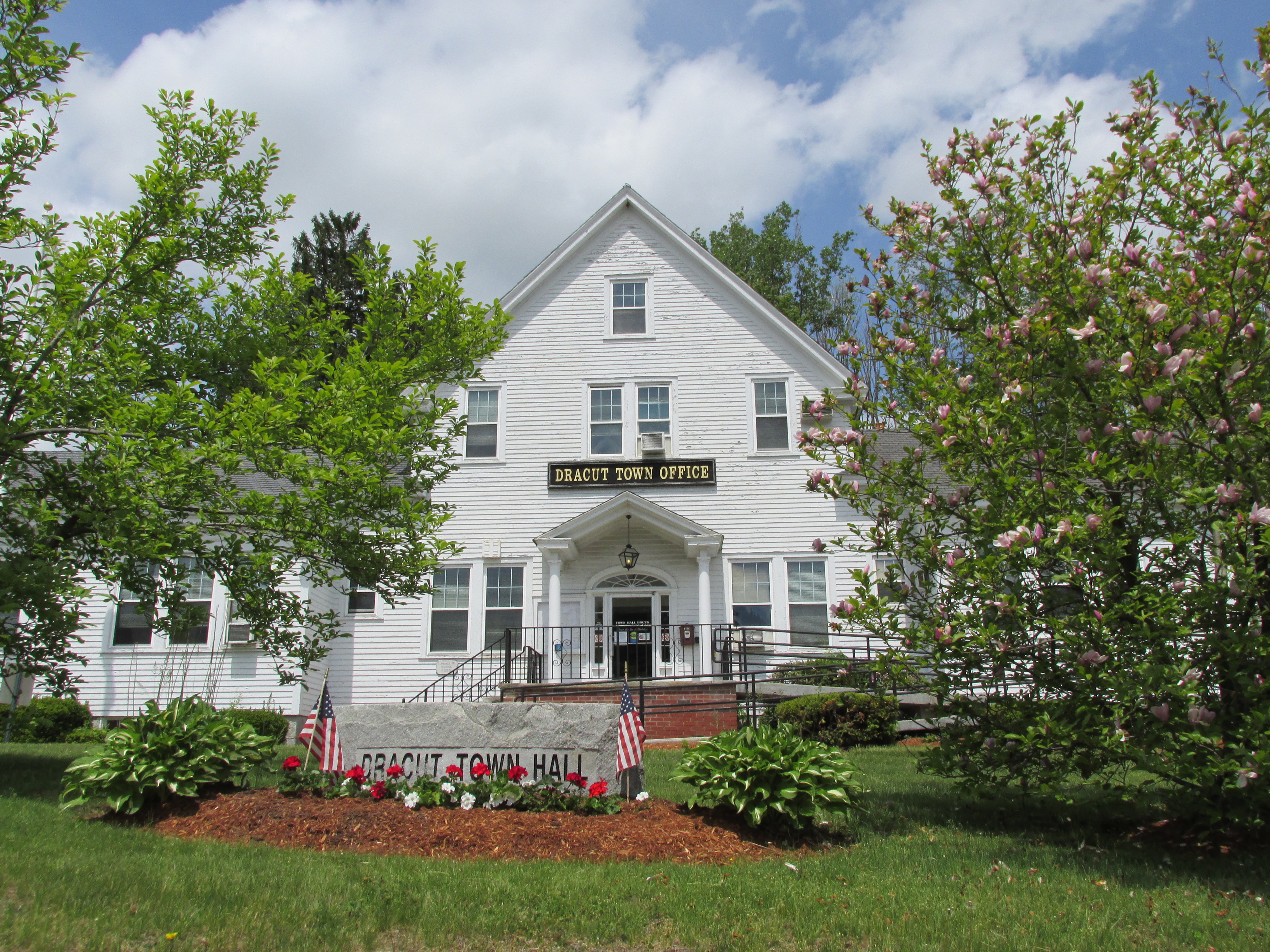
L’hôtel de ville
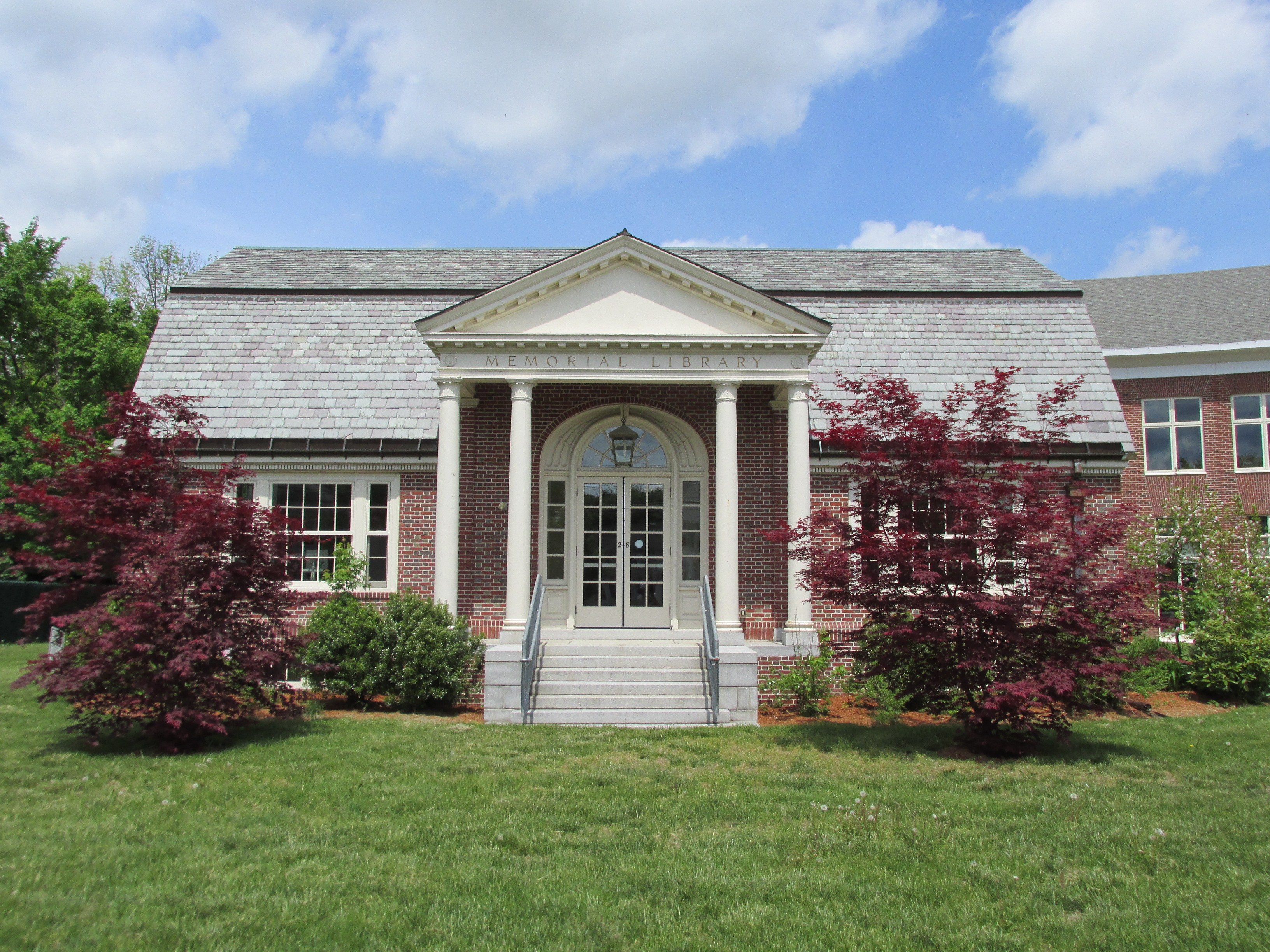
La bibliothèque
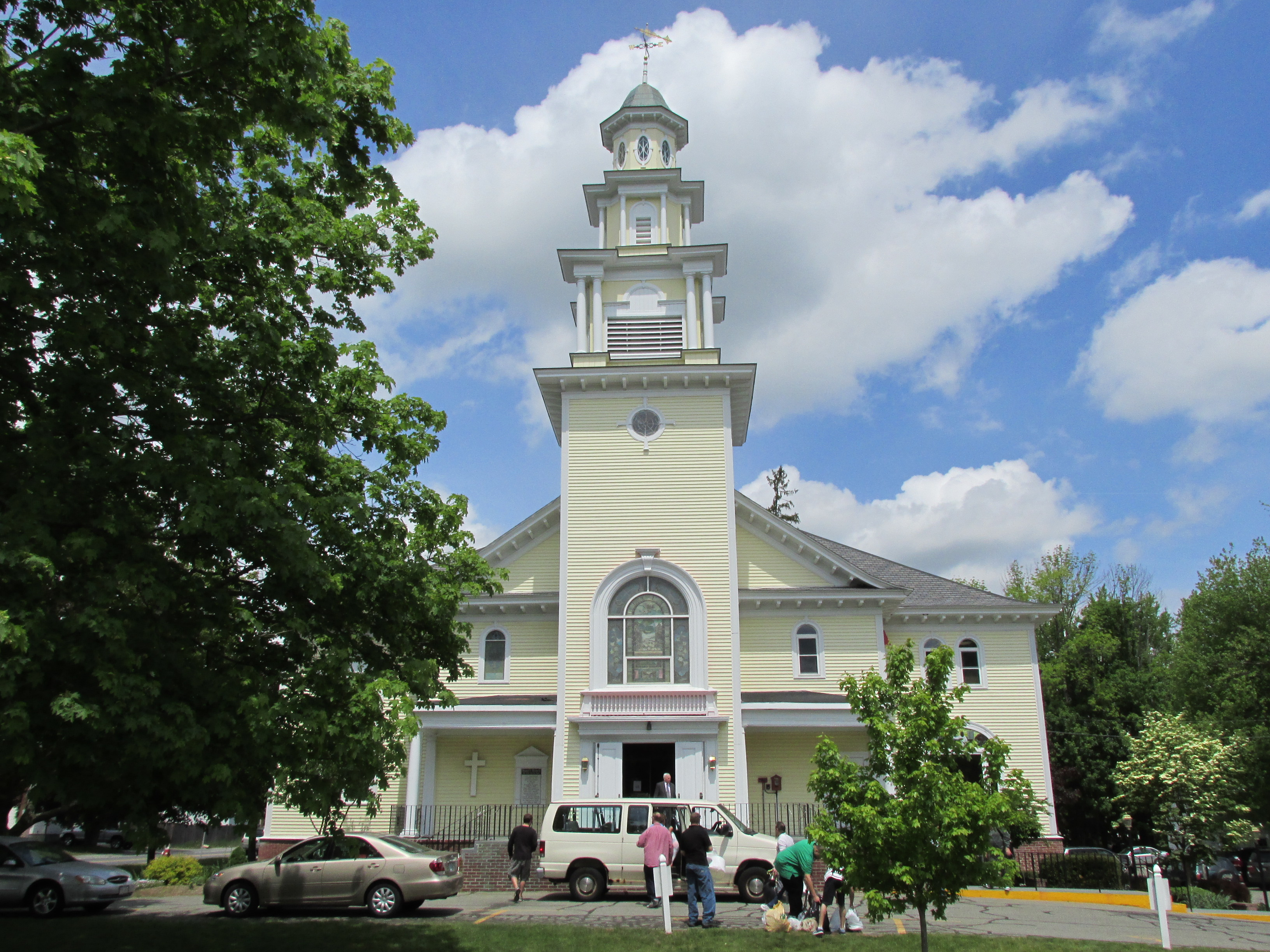
Christ Church United

## Source
- (en) Cet article est partiellement ou en totalité issu de l’article de Wikipédia en anglais intitulé « Dracut, Massachusetts » (voir la liste des auteurs).